# Fruktar och tvivlar du ännu
Fruktar och tvivlar du ännu är en sång från 1883 med text och musik av Herbert Booth. 

## Publicerad i
- Frälsningsarméns sångbok 1929 som nr 8  under rubriken "Frälsningen i Kristus".
- Musik till Frälsningsarméns sångbok 1930 som nr 8
- Frälsningsarméns sångbok 1968 som nr 29 under rubriken "Frälsning".
- Frälsningsarméns sångbok 1990 som nr 339 under rubriken "Frälsning".
- Sångboken 1998 som nr 29